# Francesco Maruca
Francesco Maruca, noto anche con gli pseudonimi di Ciccio e Martef (Catanzaro, 16 luglio 1898 – Bologna, 26 novembre 1962), è stato un politico e antifascista italiano, esponente del comunismo rivoluzionario.

## Biografia
Francesco Maruca nacque nel 1898 a Catanzaro, dove trascorse quasi tutta la sua vita, svolgendo l'attività di ebanista.
Nel 1915 fu nominato segretario del circolo giovanile socialista, nel 1921 fu tra i fondatori del Partito Comunista d'Italia (PCd'I) e fu nominato segretario politico provinciale; con lo pseudonimo Martef divenne fiduciario dell'esecutivo nazionale.
Il 23 dicembre 1923 fu denunciato per l'affissione di un manifesto che incitava all'odio di classe. Il 4 febbraio 1924 fu fermato per questioni d'ordine pubblico e due giorni dopo, conseguentemente all'arresto di Amadeo Bordiga e del Comitato Centrale del PCd'I, fu anch'egli arrestato con l'accusa di associazione a delinquere; riacquistò la libertà l'11 giugno.
Nel giugno 1924, partecipò al V Congresso dell'Internazionale Comunista (Comintern). Qualche anno dopo fu iscritto nell'elenco delle persone pericolose da arrestare. Durante la guerra fu arrestato per attività antifascista e proposto, dalla Prefettura di Cosenza, per il campo di concentramento. Rilasciato il 17 agosto 1942, riprese l'attività politica e, costituì la federazione provinciale del Partito Comunista Italiano, di cui fu segretario, oltre a occupare la carica di direttore del giornale La Voce del Popolo.
Nel gennaio del 1944 partecipò al congresso dei partiti antifascisti, che si tenne a Bari. A più riprese espresse critiche e dissensi verso la dirigenza del PCI, finché, accusato di creare spaccature all'interno del partito, il 19 febbraio 1944 fu destituito dalla carica di segretario e poi espulso unitamente ad altri militanti.
Vista impossibile un'intesa con il partito di Palmiro Togliatti, aderì alla Frazione di Sinistra dei Comunisti e dei Socialisti Italiani e fu segretario della Federazione di Catanzaro, Reggio Calabria e Messina. A Catanzaro pubblicò il settimanale L'Internazionale Comunista. Alle elezioni amministrative del 1946, a Catanzaro il PCInt. ottenne 15.000 voti, confermando il seguito che riscuoteva Maruca, il quale fu anche eletto consigliere comunale. In seguito alla scissione del 1952, seguì la linea di Onorato Damen.
Morì a Bologna il 26 novembre del 1962.